# Scott Arnold (Squashspieler)
Scott Arnold (* 8. Februar 1986 in Sydney) ist ein ehemaliger australischer Squashspieler.

## Karriere
Scott Arnold begann seine Profikarriere im Jahr 2005 und gewann drei Titel auf der PSA World Tour. Seine höchste Platzierung in der Weltrangliste war Rang 54 im Januar 2008. Im selben Jahr gewann er die australische Meisterschaft. Mit der australischen Nationalmannschaft wurde er 2007 Vizeweltmeister, wurde in den Folgejahren aber nicht erneut nominiert. Seine letzte Saison bestritt er 2013.

## Erfolge
- Vizeweltmeister mit der Mannschaft: 2007
- Gewonnene PSA-Titel: 3
- Australischer Meister: 2008